# Jancewicze (Białoruś)
Jancewicze (biał. Янцавічы, Jancawiczy; ros. Янцевичи, Jancewiczi) – wieś na Białorusi, w obwodzie grodzieńskim, w rejonie lidzkim, w sielsowiecie Dzitwa.
Wieś leży przy rezerwacie hydrologicznym Berezyna.

## Historia
W XIX i w początkach XX w. położone były w Rosji, w guberni wileńskiej, w powiecie lidzkim.
W dwudziestoleciu międzywojennym leżały w Polsce, w województwie nowogródzkim, w powiecie lidzkim, w gminie Lida. W 1921 miejscowość liczyła 245 mieszkańców, zamieszkałych w 49 budynkach, wyłącznie Polaków wyznania rzymskokatolickiego.
Po II wojnie światowej w granicach Związku Sowieckiego. Od 1991 w niepodległej Białorusi.

## Cmentarz
Na miejscowym cmentarzu katolickim znajduje się kwatera żołnierzy Armii Krajowej, na której spoczywa sześciu żołnierzy, których ciała zostały ekshumowane z dołów przygotowanych przez okupantów. Pochowani są tu Aleksander Warakomski „Świr” i Marian Jończyk, zabici przez Niemców oraz Jerzy Kaleciński „Kosinus”, Stanisław Dźwinel „Dzwon”, Walenty Wasilewski „Jary” i Kazimierz Ejsmont „Irak”, polegli 21 sierpnia 1944 w walkach z NKWD w bitwie o Surkonty.
Groby zawsze były uporządkowywane przez miejscowych Polaków, także w czasach ZSRR. W 1968 wykonano obudowę betonową oraz ustawiono metalowy krzyż z tablicą ze spisem pochowanych. W 2004 kwatera została odnowiona przez okolicznych kombatantów.